# José Carcelén
José Carcelén de Guevara y Pérez de Ubillús, V marqués de Villarocha (Quito, ca. 1747 - ibídem, 1807), fue un noble y político español nacido en la colonia de la Presidencia de Quito, actual República del Ecuador. Perteneciente a la nobleza titulada por línea paterna, fue elegido alcalde de segundo voto de la ciudad de Quito en 1775, ejerciendo el cargo entre el 1 de enero y 31 de diciembre de 1776.

## Biografía
Nacido en la ciudad de Quito alrededor de 1747, fue hijo legítimo del matrimonio conformado por Pablo Carcelén de Guevara y Lago Bahamonde, IV Marqués de Villarrocha, y su esposa María Petrona Pérez de Ubillús y Luna. Heredó de su padre el Marquesado de Villarrocha, del cual se convirtió en el quinto titular; y tras su propia muerte el título fue heredado por su primogénito, Felipe Carcelén de Guevara y Sánchez de Orellana, que lo reclamó legalmente el 22 de mayo de 1809.
Contrajo nupcias con la aristócrata quiteña Isidora Sánchez de Orellana y Rada, miembro del linaje de los Marqueses de Solanda; logrando emparentar de esta manera ambas casas en la persona de su hijo, quien heredó los dos prestigiosos títulos. Tuvo tres hijos: Felipe, Ignacia y Josefa. Además de su cargo como alcalde de segundo voto del Cabildo colonial de la ciudad de Quito, que ejerció en 1775, se desconoce mucho más de su vida, que transcurrió entre la administración de las inmensas posesiones familiares en la actual provincia de Pichincha y sus descendientes. Murió en 1807 en la ciudad de Quito.